# Wendel Suckow
Wendel D. Suckow  (ur. 11 kwietnia 1967 w Marquette) – były amerykański saneczkarz startujący w jedynkach, mistrz świata.

## Kariera sportowa
Na igrzyskach olimpijskich startował trzykrotnie zajmując w najlepszym starcie, w 1994, piątą lokatę. Na mistrzostwach świata zdobył jeden medale. W 1993 odniósł największy sukces w karierze triumfując w jedynkach (jako pierwszy i do tej pory jedyny Amerykanin w historii).
W 1998 roku, po igrzyskach olimpijskich, zakończył karierę.

## Osiągnięcia

### Igrzyska olimpijskie
| Rok  | Miejsce     | Jedynki | Dwójki |
| ---- | ----------- | ------- | ------ |
| 1992 | Albertville | 12.     | 9.     |
| 1994 | Lillehammer | 5.      |        |
| 1998 | Nagano      | 6.      |        |